# 良貞親王
良貞親王（よしさだしんのう、生年不詳 - 承和15年5月6日（848年6月10日））は、平安時代初期の皇族。淳和天皇の第五皇子。母は神祇伯・大中臣淵魚の娘、安子。品位は四品。
承和15年（848年）正月、人康親王とともに無位から四品となる。しかし、4カ月後の5月6日、母や外祖父に先立って俄かに薨去した。享年不明であるが、同時に初叙品した人康親王と同世代であったと推測される。